# Féja Tibor
Féja Tibor (Léva, 1906-1968) lévai igazgató tanító, újságíró, Féja Géza író öccse.

## Élete
Édesapja Féja Kálmán (1863-1910) a lévai Schoeller uradalom intézője, édesanyja Lokota Anna (1879-1967). 1916-1917-ben a lévai piaristáknál tanult. Pozsonyligetfalun tanított.
1930-ban Léva város közkönyvtárát rendezte. 1936-ban és 1937-ben több alkalommal a Csehszlovákiai Rádió magyar műsorában szerepelt.
Az első bécsi döntés után 1939-ben Léván állami népiskolai rendes tanítóvá nevezték ki, ahol igazgató lett. 1939 áprilisában megalakul Léván az Egészségpolitikai Társaság Bars—Hont vármegyei fiókszervezete, melynek egyik titkárává választották.
1940-től a Bars napilap és a Bars-Hont hetilap munkatársa volt. 1941-ben a kassai rádióadón szerepelt.
A második világháború alatt Léván SzMKE körzeti titkár, illetve a SzMKE népfőiskola igazgatója lett. 1942-ben részt vett a SzMKE délvidéki bemutatkozásán.
Állítólag Balassagyarmaton volt újságíró. 1945 októbere és 1946 júliusa között rendőri őrizetben, illetve előzetes letartóztatásban volt. 1946-ban nyilas sajtótevékenység miatt internálták. 1947-ben folyt népbírósági pere, majd 1948-ban 18 hónapi börtönre ítélték. A Népbíróságok Országos Tanácsa az újságírói foglalkozástól is eltiltotta.

## Művei
- 1936 A nyitravölgyi palócsziget. Szülőföldünk 1936/ 2, 26-27.
- 1939 A felvidéki magyar iskola útja. Felvidéki Magyar Hírlap 1939. január 29.
- 1939 A felvidéki zsidóság és a magyar iskola. Magyar Élet 1939/4, 20.
- 1939 Nyitracsehi magyarjai között a Cétényke partján. Felvidéki Magyar Hírlap 1939. június 4.
- 1939 Léva. In: A visszatért Felvidék 1918-1938. Budapest.
- 1941 Látogatás a messzelátó vasalló, detronizált nagyságok, felcserélt szentek és egyéb csudák között a lévai múzeumban. Bars 1941. március 2, 2.
- 1942 A SZMKE Széchenyi Népfőiskolája Léván. Nép és Családvédelem 1942/9, 340-343.

A Bars és Hont, illetve a Magyar Élet című lapban is publikált.